# Ендрю Бартон Патерсон
Ендрю Бартон «Банджо» Патерсон (17 лютого 1864 – 5 лютого 1941) — австралійський поет, журналіст та письменник.
Народився 1864 року у місті Ориндж, Новий Південний Уельс, помер 1941 року в Сіднеї, похований там же. Видатний австралійський поет, якого критики вважають автором найпопулярніших балад, редактор, журналіст, військовий кореспондент (повстання боксерів у Китаї, Англо-бурська війна, Перша світова війна).
Найвидатніші поеми Патерсона були: «Waltzing Matilda», «The Man from Snowy River» та «Clancy of the Overflow».